# HD 96167
HD 96167 — звезда в созвездии Чаши на расстоянии около 274 световых лет от нас. Вокруг звезды обращается, как минимум, одна планета.

## Характеристики
Звезда принадлежит к классу жёлтых субгигантов и по размерам и массе превосходит Солнце в 1,86 и 1,31 раз соответственно. Возраст звезды составляет приблизительно 3,8 миллиарда лет, а светимость — 3,4 солнечной.

## Планетная система

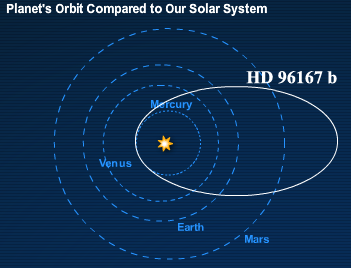
Орбита планеты HD 96167 b в сравнении с Солнечной системой.

В апреле 2009 года группой астрономов из обсерватории Кек было объявлено об открытии планеты-гиганта HD 96167 b в системе. По массе она уступает Юпитеру: 0,68 массы Юпитера. Она обращается по сильно вытянутой эллиптической орбите на среднем расстоянии 1,3 а. е. от родительской звезды. Полный оборот планета совершает приблизительно за 498 суток.